# Marianna Kijanowska

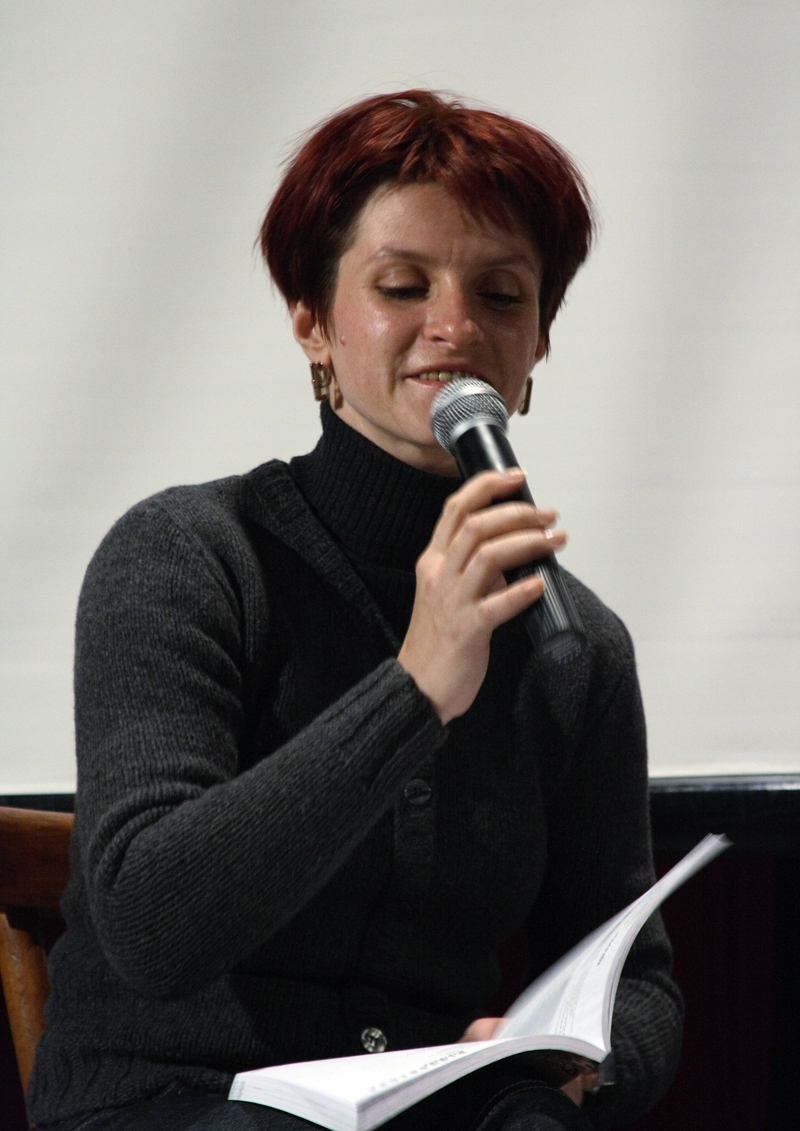
Marianna Kijanowska

Marianna Jaroslawiwna Kijanowska (ukrainisch Маріанна Ярославівна Кіяновська; wiss. Transliteration Marianna Jaroslavivna Kijanovsʼka; * 17. November 1973 in Nesterow, heute Schowkwa, Oblast Lwiw) ist eine ukrainische Schriftstellerin, Übersetzerin und Literaturwissenschaftlerin. Sie ist Mitglied der Vereinigung ukrainischer Schriftsteller (Assoziazija ukraïns'kych pysmennykiv – AUP), des Nationalen Schriftstellerverbandes der Ukraine und des Ukrainischen PEN-Clubs P.E.N.

## Biographie
Marianna Kijanowska stammt aus einer galizischen Familie, eine Großmutter war Polin, ein Großvater lehrte der Universität Lemberg. Sie studierte nach ihrem Schulabschluss ukrainische Philologie und beendete 1997 an der Nationalen Iwan-Franko-Universität Lwiw ihr philologisches Studium. In den Studienjahren gehörte sie zu einer Gruppierung angehender Schriftsteller, die sich mit einem aus den Anfangsbuchstaben ihrer Mitglieder erstellten Akronym MMJuNNA (Marjana Sawka, Marianna Kijanowska, Julija Mischtschenko, Natalka Sniadanko, Natalja Tomiv, Anna Sereda) TUHA (Gesellschaft einsamer Graphomanen – Товариство усамітнених ГРАФОМАНОК) benannte.
Ihr organisatorisches Talent ließ sie zur Koordinatorin des Lwiwer Zirkels der Vereinigung ukrainischer Schriftsteller und später zur Direktorin des ab 2011 verliehenen ukrainischen Kinderbuchpreises „Großer Igel“ werden. Seit 2000 ist sie Mitglied der beiden ukrainischen Schriftstellerverbände.
Kijanowska lebt und wirkt in Lwiw, ist verheiratet mit einem Übersetzer und Mutter einer erwachsenen Tochter.

## Auszeichnungen
- 1999 Bohdan-Ihor-Antonytsch-Preis Diplom II
- 2006 Nestor-Preis für die beste literarische Publikation in der Zeitschrift „Kyjiwska Rus“
- 2014 Verdiente der polnischen Kultur
- 2020 Taras-Schewtschenko-Preis für ihren Gedichtband „Babyn Jar. Stimmen“
- 2022 European Poet of Freedom Literary Award der Stadt Gdansk
- 2022 Zbigniew Herbert International Literary Award

## Werk
Das Werk Kijanowskas ist vor allem konzentriert auf Gedichte und Übersetzungen.
Seit 1997 sind in regelmäßigen Abständen über ein Dutzend Bände mit tiefsinnigen, oftmals metaphysisch akzentuierten Gedichten der Autorin erschienen. Ihr Stil wird beschrieben als von Neoromantik und Neobarock geprägt. Für ihren Band „Babyn Jar. Stimmen“ von 2017, der ein wichtiger literarischer Beitrag zur Diskussion über den Holocaust in der Ukraine ist, erhielt sie den Taras-Schewtschenko-Preis 2020.
Eine besondere Verbindung pflegt die Autorin zur polnischen Literatur. Nachdem Kijanowska 2003 wie viele andere Lwiwer Autoren und Übersetzer Stipendiatin des „Gaude Polonia“-Programms des polnischen Kulturministeriums war, leitete sie von 2004 bis 2006 die Rubrik „Neue polnische Literatur“ in der Literaturzeitschrift „Kurʼjer Kryvbasu“. Anschließend legte sie mehrere Bände polnischer Autoren in ukrainischer Übersetzung vor. 2014 wurde sie daher vom polnischen Staat geehrt.
Seit langem übersetzt Kijanowska außerdem Texte und Bücher, und zwar vornehmlich Gedichtbände aus dem Englischen und dem Russischen. Einen Gedichtband übersetzte sie auch dem Aserbaidschanischen. In Artikeln, Rezensionen und Interviews ist Kijanowska in ukrainischen und polnischen Zeitungen und Zeitschriften präsent.
Beim Band „Babyn Jar. Stimmen“ von 2017, übersetzt ins Deutsche von Claudia Dathe, erschienen in Berlin 2024, handelt es sich um den ersten Band einer Trilogie. Der zweite Band erschien 2023 unter dem Titel „Der Blitz begegnet Wind und Wasser“ und handelt vom russischen Angriffskrieg gegen die Ukraine. Der dritte Band soll die zersetzende Wirkung des Krieges auf alle Lebensbereiche thematisieren.

### Gedichtbände
- Inkarnation (Інкарнація). Lwiw-Kiew 1997.
- Sonettenkränze (Вінки сонетів). Paris u. a. 1999.
- Mythopraxis (Міфотворення). Kiew 2000.
- Liebe und Krieg (Кохання і війна), in Gemeinschaft mit Marjana Sawka. Lwiw 2002.
- Buch Adam (Книга Адама). Iwano-Frankiwsk 2004.
- Gewöhnliche Sprache (Звичайна мова). Kiew 2005.
- Etwas Tag für Tag (Дещо щоденне). Kiew 2008.
- Der Weg entlang des Flusses (Стежка вздовж ріки), Kiew 2008.
- An ER (ДО ЕР), Lwiw 2014.
- 373 (373), Lwiw 2014.
- Briefe aus Litauen / Briefe aus Lwiw (Листи з Литви / Листи зі Львова), in Gemeinschaft mit Marjana Sawka. Lwiw 2016.
- Babyn Jar. Stimmen (Бабин Яр. Голосами), Kiew 2017.
  - Babyn Yar. Na Głosy. Übersetzt von Adam Pomorski. 2021.
  - The voices of Babyn Yar. Übersetzt von Oksana Maksymchuk und Max Rosochinsky. Harvard Library of Ukrainian Literature, 2022.
  - Babyn Jar. Stimmen. Ukrainisch und deutsch. Aus dem Ukrainischen von Claudia Dathe. Berlin 2024, ISBN 978-3-518-43176-4.[2]
- Hämatomahawafa: Lebendige Übergänge (Гематомагавафа: живі перетворення) Tschortkiw 2018.
- Lebendige Übergänge (Живі перетворення), Kiew 2020.

Gedichte und Erzählungen Kijanowskas sind unter anderem ins Belarussische, Deutsche, Englische, Hebräische, Polnische, Russische, Schwedische, Serbische und Tschechische übersetzt. Oftmals erschienen die Übersetzungen in Anthologien.

### Erzählungen
- In der Sammlung Skype Mama erschien Kijanowskas Erzählung „Kirschen“.

### Übersetzungen
- Sälim Babullaoğlu, Hymne maskierter Menschen. Gedichte, übers. aus dem Aserbaidschanischen. Kiew 2009.
- Julian Tuwim, Vogelradio, übers. aus dem Polnischen. Kiew 2010.
- Tadeusz Dąbrowski, Das schwarze Quadrat, übers. aus dem Polnischen. Czernowitz 2013.
- Julian Tuwim, Elefant Trąbalski, übers. aus dem Polnischen. Lwiw 2016.
- Wolodymyr Rafejenko, Lange Zeiten, übers. aus dem Russischen. Lwiw 2017.
- Bolesław Leśmian, (Gedichte – Садбожий спалахненець), übers. aus dem Polnischen. Kiew 2018.
- Charlotte Brontë, Jane Eyre, übers. aus dem Englischen. Kiew 2018.
- Dr. Seuss, Wie der Grinch Weihnachten gestohlen hat, übers. aus dem Englischen. Kiew 2018.
- Mariam Petrosjan, Das Haus, in dem…, übers. aus dem Russischen. Kiew 2019.

### Interviews (Auswahl)
- Das Wort „Stimmen“ ist nicht zufällig. Ich empfinde mich mit diesem Buch ein wenig als Radioempfänger (ukr.)[3]
- Ich bin weder Rimbaud noch Tschubaj (ukr.)[4]

Quelle: